# سشوار

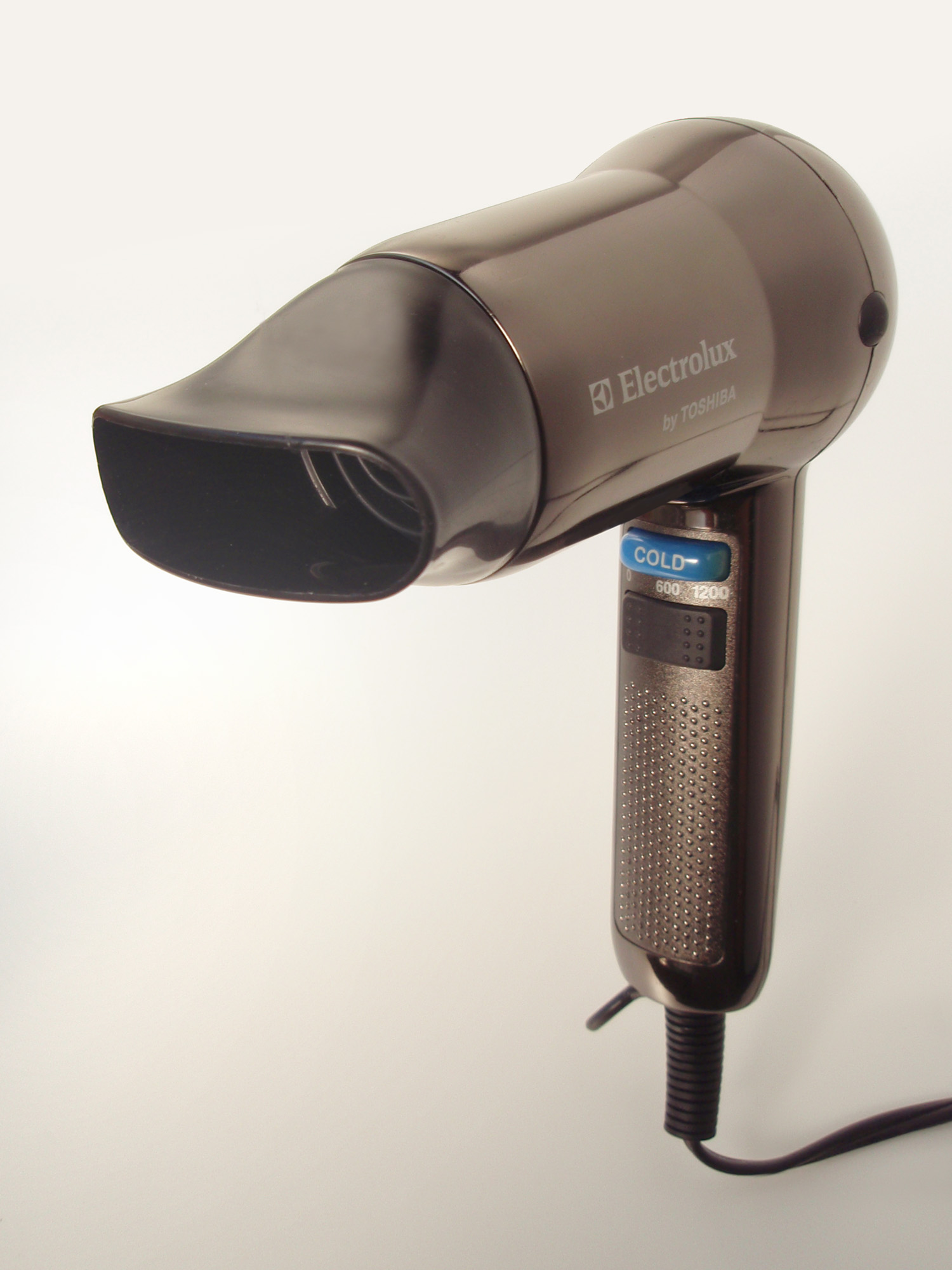
سشوار

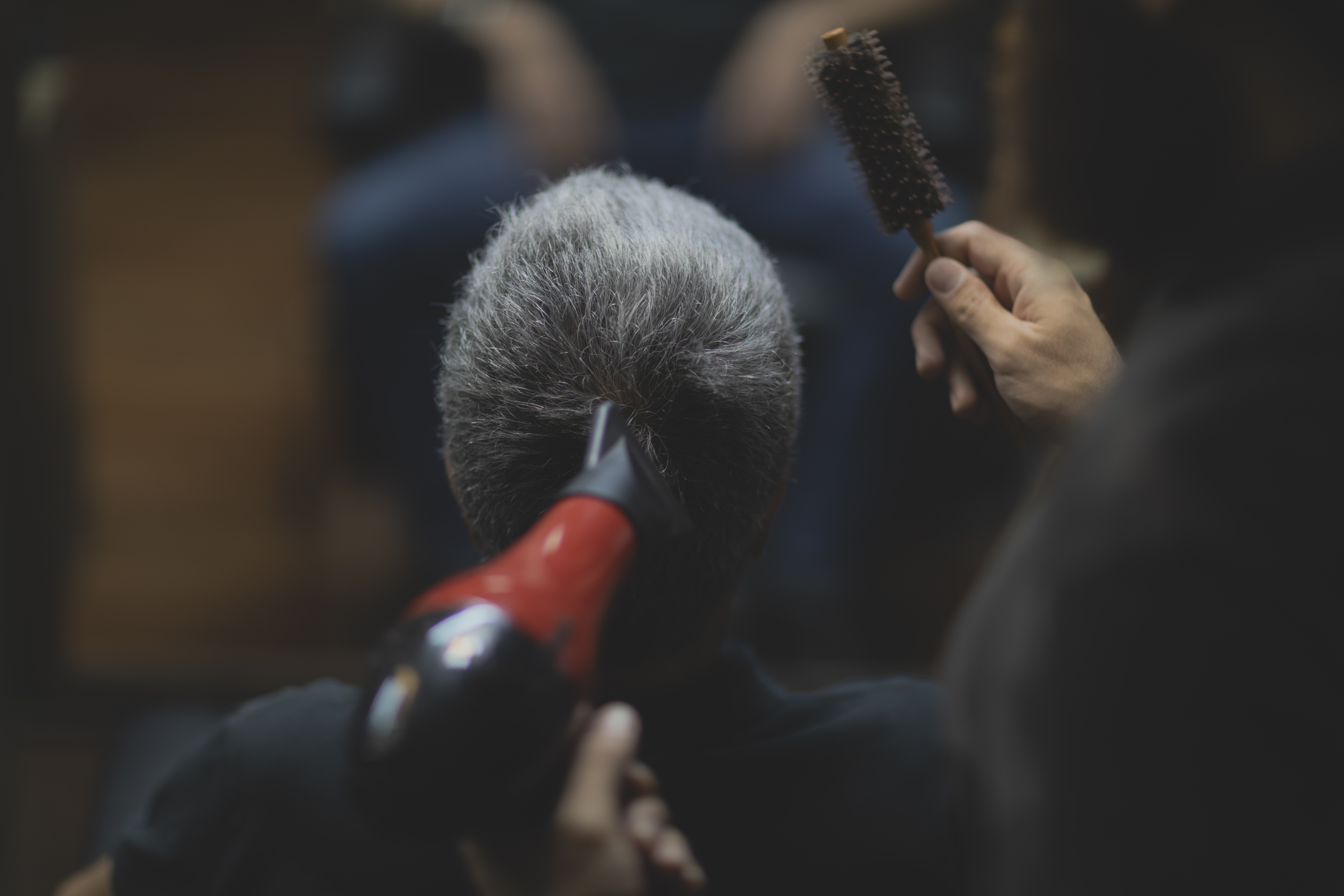
استفاده از سشوار در آرایشگاه

سِشُوارِ مو (به فرانسوی: Séchoir à cheveux) یا مو خشک‌کن (به انگلیسی: Hair dryer) دستگاهی الکتریکی است که برای خشک کردن و حالت دادن موی سر به کار می‌رود. سشوارها از دو بخش عمده یعنی یک موتور الکتریکی و یک المنت حرارتی ساخته شده‌اند.
سشوارها ممکن است دارای یک المنت حرارتی باشند که می‌توان آن را همزمان با کارکرد موتور سشوار، روشن یا خاموش کرد و بدین وسیله هوای خروجی سشوار را سرد یا گرم نمود. همچنین در برخی از مدل‌ها امکان زیاد کردن یا تنظیم سرعت موتور و در نتیجه سرعت دمش هوا وجود دارد.

## ریشه‌شناسی
سشوار یک وام‌واژه فرانسوی در فارسی است که از ترکیب دو واژه سِشه (sécher) به معنی خشک کردن و شِوو (cheveu) به معنی مو، تشکیل شده‌است.

## پیشینه

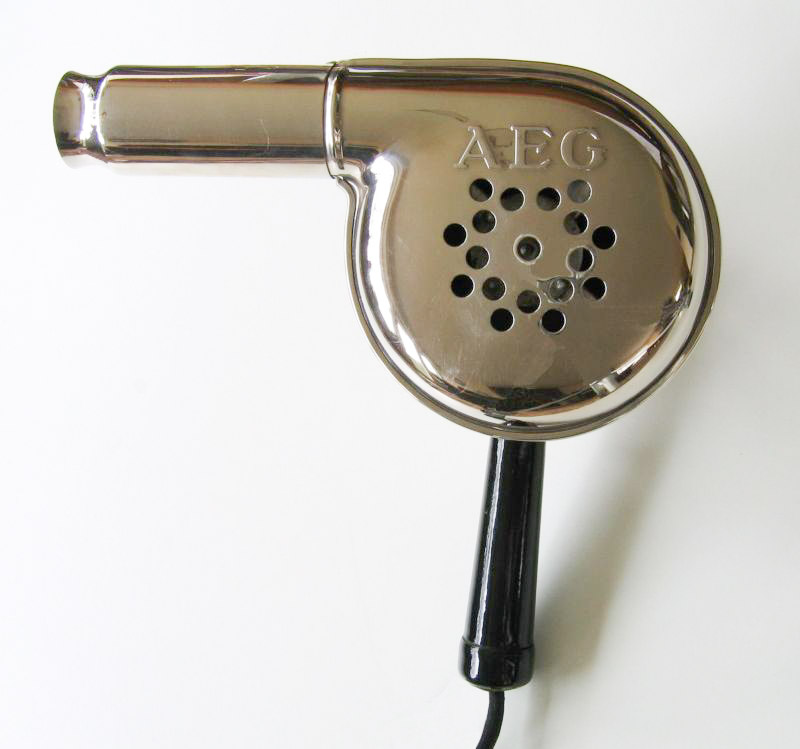
سشوار شرکت آاگ، سال ۱۹۲۰–۱۹۲۵

اولین سشوار ساخته شده توسط الکساندر گودفروی آرایشگر فرانسوی در سال ۱۸۹۰ میلادی ساخته شد. در ابتدا سشوارهای اولیه در آرایشگاه و پیرایشگاه‌ها دیده می‌شدند.
اولین سشوار خانگی در سده بیستم در سال ۱۹۲۵ میلادی به بازار ارائه شد. این سشوار توان مصرفی ۱۰۰ وات داشت و وزن آن بیش‌تر از ۱ کیلوگرم بود. توان پایین این نوع سشوارهای اولیه کم بود و بدین خاطر زمان زیادی برای خشک کردن موها بوسیله آن نیاز بود.
با جایگزین شدن پلاستیک به جای استیل، سشوارها سبک و ظریف ساخته شدند. همچنین دیگر نیازی به چوب برای عایق کردن دسته سشوار در مقابل گرما نبود چراکه پلاستیک این قابلیت را دارد.
امروزه سشوارها در حال سبک‌تر شدن و پر قدرت شدن هستند. موتورهای سشوارهای امروزی به مرز ۲۴۰۰ وات و وزن آن‌ها به ۴۰۰ گرم رسیده و امکاناتی مانند آیونیک بودن و قطعه دیسپانسر؛ آن‌ها را بسیار پیشرفته‌تر از سری‌های قبل کرده‌است.

## دسته‌بندی
دسته‌بندی سشوارها به دو شکل انجام می‌شود. یکی برپایه کاربرد و دیگری برپایه موتور الکتریکی.

### بر پایهٔ کاربرد
سشوارها بر اساس کاربرد بسیار متنوع هستند که مشتریان بنابر نیاز خویش، از آن‌ها استفاده می‌کنند.
- سشوار چرخشی
- سشوار صنعتی
- سشوار دیواری
- سشوار آیونیک
- سشوار پایه دار
- سشوار نیمه‌حرفه‌ای
- سشوار حرفه‌ای

### بر پایهٔ موتور الکتریکی
سشوارها را از نظر موتور الکتریکی به کار رفته در آن‌ها به سه دستهٔ اصلی تقسیم می‌کنند:
- سشوار با الکتروموتور آسنکرون با قطب چاکدار
- سشوار با الکتروموتور اونیورسال (موتور سری)
- سشوار با الکتروموتور جریان مستقیم (در این نوع از سشوارها معمولاً از پل دیودی برای تغذیهٔ موتور استفاده می‌شود)

## تفاوت با اتوی مو
تفاوت سشوار با اتوی مو در این است که، سشوار برای حالت دادن موها استفاده می‌شود اما از اتوی مو برای صاف کردن موها استفاده می‌شود.

## آسیب‌ها
استفاده زیاد از سشوار ممکن است به موها آسیب زده و باعث از رفتن درخشندگی و طراوت موها شود. این عمل در بلندمدت به بافت موها آسیب زده و باعث زبر شدن و شکنندگی می‌شود. همچنین رعایت نکردن فاصله ۱۰ تا ۲۰ سانتی‌متر با پوست سر می‌تواند در استفاده کم از سشوار نیز باعث آسیب شود.